# هات‌لاین بلینگ
«هات‌لاین بلینگ» (انگلیسی: Hotline Bling) ترانه‌ای از رپر کانادایی دریک است که به عنوان تک‌آهنگ آغازین چهارمین آلبوم استودیویی او به نام نماها (۲۰۱۶) منتشر شد. این ترانه در ۳۱ ژوئیه ۲۰۱۵ توسط کش مانی، یانگ مانی و ریپابلیک منتشر شد.

## گواهی‌نامه‌ها

### ورژن دریک
| منطقه                                                                      | گواهی         | واحد گواهی‌شده/فروش |
| -------------------------------------------------------------------------- | ------------- | ------------------ |
| استرالیا (آی‌اف‌پی‌آی استرالیا)                                               | ۸× پلاتین     | ۵۶۰٬۰۰۰            |
| بلژیک (بی‌ئی‌ای)                                                             | پلاتین        | ۲۰٬۰۰۰             |
| برزیل (پرو موزیکا برزیل)                                                   | ۳× الماس      | ۷۵۰٬۰۰۰            |
| کانادا (میوزیک کانادا)                                                     | پلاتین        | ۸۰٬۰۰۰*            |
| دانمارک (آی‌اف‌پی‌آی)                                                         | ۲× پلاتین     | ۱۸۰٬۰۰۰            |
| فرانسه (اس‌ان‌ئی‌پی)                                                          | پلاتین        | ۲۰۰٬۰۰۰            |
| آلمان (بی‌وی‌ام‌آی)                                                           | طلا           | ۲۰۰٬۰۰۰            |
| ایتالیا (اف‌آی‌ام‌آی)                                                         | ۳× Platinum   | ۱۵۰٬۰۰۰            |
| مکزیک (امپروفون)                                                           | ۳× پلاتین+طلا | ۲۱۰٬۰۰۰            |
| نیوزیلند (آرآی‌ای‌ان‌زد)                                                      | طلا           | ۷٬۵۰۰*             |
| لهستان (زدپی‌ای‌وی)                                                          | پلاتین        | ۲۰٬۰۰۰             |
| پرتغال (انجمن صنفی گرامافون)                                               | پلاتین        | ۱۰٬۰۰۰             |
| اسپانیا (سازنده‌های موسیقی)                                                 | پلاتین        | ۴۰٬۰۰۰             |
| سوئد (گی‌ال‌اف)                                                              | ۳× پلاتین     | ۱۲۰٬۰۰۰            |
| بریتانیا (بی‌پی‌آی)                                                          | ۲× پلاتین     | ۱٬۲۰۰٬۰۰۰          |
| ایالات متحده (آرآی‌ای‌ای)                                                    | الماس         | ۱۰٬۰۰۰٬۰۰۰         |
| * رقم فروش تنها بر پایهٔ گواهی‌ها. · رقم فروش+پخش جاری تنها بر پایهٔ گواهی‌ها. |               |                    |

### ورژن بیلی آیلیش
| منطقه                                                                            | گواهی     | واحد گواهی‌شده/فروش |
| -------------------------------------------------------------------------------- | --------- | ------------------ |
| استرالیا (آی‌اف‌پی‌آی استرالیا)                                                     | طلا       | ۳۵٬۰۰۰             |
| برزیل (پرو موزیکا برزیل)                                                         | ۲× پلاتین | ۸۰٬۰۰۰             |
| فرانسه (اس‌ان‌ئی‌پی)                                                                | طلا       | ۱۰۰٬۰۰۰            |
| استریم                                                                           |           |                    |
| یونان (آی‌اف‌پی‌آی یونان)                                                           | طلا       | ۱٬۰۰۰٬۰۰۰          |
| رقم فروش+پخش جاری تنها بر پایهٔ گواهی‌ها. · رقم فقط پخش جاری تنها بر پایهٔ گواهی‌ها. |           |                    |

## تاریخچه انتشار
| کشور         | تاریخ         | فرمت           | ناشر                                 |
| ------------ | ------------- | -------------- | ------------------------------------ |
| ایالات متحده | ۳۱ ژوئیه ۲۰۱۵ | دانلود دیجیتال | اووو ساند کش مانی یانگ مانی ریپابلیک |